# 桜ちとせ
桜 ちとせ（さくら ちとせ）は日本の女性声優。主にアダルトゲームに声をあてている。

## 主な出演作品
※ 太字は主役またはヒロイン

### ゲーム

#### 2008年
- 空を飛ぶ、3つの方法。（相楽 麻衣子）
- D.C.After Seasons～ダ・カーポ～ アフターシーズンズ（謎の少女）
- D.C.II P.C.～ダ・カーポII～プラスコミュニケーション（アイシア）

#### 2009年
- ヴァルキリーコンプレックス（フィリーヤ様）
- D.C.II Fall in Love 〜ダ・カーポII〜 フォーリンラブ（アイシア）
- マジスキ 〜Marginal Skip〜（大道寺 かれん）
- 空を飛ぶ、7つ目の魔法。（相良 麻衣子）

#### 2010年
- あるぴじ学園（日下部 日向）[1]

#### 2017年
- D.C.III DreamDays 〜ダ・カーポIII〜 ドリームデイズ（アイシア）

### ドラマCD
- アイシアのちょっぴりHなドキドキドラマCD(アイシア)

### OVA
- ツンデレ淫乱少女すくみ（女子生徒）[2]

### インターネットラジオ
- あるぴじ学園 ひなたまつり（HiBiKi Radio Station：2010年4月1日 - 10月28日）